# Чемпионат России по футболу среди женщин 1997
Чемпионат России по футболу среди женщин (Высшая лига) 1997 — 6-й сезон высшего дивизиона в системе женских футбольных лиг России. Победителем во второй раз стала воронежская Энергия, не потерпев за сезон ни одного поражения.

## Участники
Сводная статистика участников
учтены матчи завершённых сезонов
без учёта мячей забитых в сериях послематчевых пенальти
с учётом технических результатов
легенда
 — команда была Чемпионом
 — команда была вице-чемпионом
 — команда была бронзовый призёром
| команда      | команда    | сезоны | сезоны     | Результаты выступлений | Результаты выступлений | Результаты выступлений | Результаты выступлений | Результаты выступлений | Результаты выступлений | Результаты выступлений | Результат в сезоне 1996 | Примечания                                                                        |
| наименование | город      | #      | года       | И                      | В                      | Н                      | П                      | ЗМ                     | ПМ                     | РМ                     | Результат в сезоне 1996 | Примечания                                                                        |
| ------------ | ---------- | ------ | ---------- | ---------------------- | ---------------------- | ---------------------- | ---------------------- | ---------------------- | ---------------------- | ---------------------- | ----------------------- | --------------------------------------------------------------------------------- |
| ЦСК ВВС      | Самара     | 5      | 1992—1996  | 117                    | 91                     | 18                     | 8                      | 324                    | 54                     | +270                   | Высшая лига, 1-е место  |                                                                                   |
| Энергия      | Воронеж    | 5      | 1992—1996  | 117                    | 84                     | 12                     | 21                     | 341                    | 76                     | +265                   | Высшая лига, 2-е место  |                                                                                   |
| Сибирячка    | Красноярск | 5      | 1992—1996  | 116                    | 66                     | 17                     | 33                     | 191                    | 100                    | +91                    | Высшая лига, 5-е место  |                                                                                   |
| Чертаново    | Москва     | 5      | 1992—1996  | 116                    | 59                     | 24                     | 33                     | 179                    | 105                    | +74                    | Высшая лига, 10-е место | СКИФ (Малаховка) (1992) СКИФ-Фемина (Малаховка) (1993) Чертаново-СКИФ (1994—1996) |
| Калужанка    | Калуга     | 4      | 1993—1996  | 88                     | 54                     | 9                      | 25                     | 145                    | 85                     | +60                    | Высшая лига, 4-е место  |                                                                                   |
| Лада         | Тольятти   | 3      | 1994—1996  | 66                     | 40                     | 7                      | 19                     | 132                    | 90                     | +42                    | Высшая лига, 3-е место  |                                                                                   |
| Кубаночка    | Краснодар  | 2      | 1992, 1996 | 50                     | 11                     | 4                      | 35                     | 41                     | 73                     | -32                    | Высшая лига, 6-е место  | Седин-Шисс (1992)                                                                 |
| Идель        | Уфа        | 2      | 1995—1996  | 44                     | 12                     | 7                      | 25                     | 41                     | 100                    | -59                    | Высшая лига, 8-е место  | КДС Идель (1995)                                                                  |
| КМВ          | Кисловодск | —      | —          | —                      | —                      | —                      | —                      | —                      | —                      | —                      | Первая лига, 1-е место  | дебютант                                                                          |
| ВДВ          | Рязань     | —      | —          | —                      | —                      | —                      | —                      | —                      | —                      | —                      | Первая лига, 2-е место  | дебютант                                                                          |

Команды Высшей лиги 1996 КАМАЗ и Сююмбике-Зилант  связи с финансовыми трудностями прекратили существование в межсезонье, команда «Текстильщик-СиМ» в связи с финансовыми трудностями перешла в Первую лигу 1997.
Перед началом сезона команда Чертаново-СКИФ поменяла название на «Чертаново» (Москва), а Марсель на «ВДВ» (Рязань).
Чемпион Первой лиги 1996 КМВ переехал из Пятигорска в Кисловодск.

## Турнирная таблица
| Поз | Команда                | И  | В  | Н | П  | МЗ | МП | РМ  | О  | Квалификация или выбывание |
| --- | ---------------------- | -- | -- | - | -- | -- | -- | --- | -- | -------------------------- |
|     | Энергия (Воронеж)      | 18 | 17 | 1 | 0  | 63 | 3  | +60 | 52 |                            |
|     | ЦСК ВВС (Самара)       | 18 | 14 | 3 | 1  | 52 | 8  | +44 | 45 |                            |
|     | ВДВ (Рязань)           | 18 | 11 | 1 | 6  | 39 | 16 | +23 | 34 |                            |
| 4   | Лада (Тольятти)        | 18 | 9  | 4 | 5  | 32 | 26 | +6  | 31 |                            |
| 5   | Калужанка (Калуга)     | 18 | 7  | 2 | 9  | 14 | 27 | -13 | 23 |                            |
| 6   | Кубаночка (Краснодар)  | 18 | 6  | 3 | 9  | 15 | 22 | -7  | 21 |                            |
| 7   | КМВ (Кисловодск)       | 18 | 6  | 1 | 11 | 14 | 35 | -21 | 19 | отказ                      |
| 8   | Идель (Уфа)            | 18 | 4  | 2 | 12 | 19 | 45 | -26 | 14 |                            |
| 9   | Чертаново (Москва)     | 18 | 4  | 1 | 13 | 15 | 39 | -24 | 13 |                            |
| 10  | Сибирячка (Красноярск) | 18 | 3  | 0 | 15 | 10 | 52 | -42 | 9  | отказ                      |

Примечания:
- За неявку (было 10 неявок) на матч команде засчитывалось поражение со счетом 3:0.

1. ↑  «КМВ» в связи с финансовыми трудностями отказался выступать в Чемпионате России 1998 года
2. ↑  «Сибирячка» в связи с финансовыми трудностями отказалась выступать в Чемпионате России 1998 года

## Результаты матчей
10 команд сыграли каждая с каждой в два круга (дома и в гостях).
| Команда                | Энергия | ЦСК ВВС | ВДВ | Лада | Калужанка | Кубаночка | КМВ | Идель | Чертаново | Сибирячка |
| ---------------------- | ------- | ------- | --- | ---- | --------- | --------- | --- | ----- | --------- | --------- |
| Энергия (Воронеж)      |         | 2:0     | 4:1 | 3:0  | 8:0       | 4:0       | 3:0 | 5:0   | 2:0       | 5:0       |
| ЦСК ВВС (Самара)       | 1:1     |         | 3:0 | 4:1  | 3:0       | 3:0       | 3:0 | 7:0   | 2:0       | 3:1       |
| ВДВ (Рязань)           | 0:1     | 0:1     |     | 2:0  | 2:0       | 5:0       | 3:0 | 7:0   | 3:0       | 4:0       |
| Лада (Тольятти)        | 0:3     | 2:2     | 1:1 |      | 3:1       | 1:0       | 3:0 | 4:1   | 7:0       | 3:1       |
| Калужанка (Калуга)     | 0:3     | 0:3     | 2:1 | 0:1  |           | 0:0       | 3:0 | 1:0   | 1:0       | 2:0       |
| Кубаночка (Краснодар)  | 0:1     | 0:1     | 1:2 | 0:0  | 0:0       |           | 4:0 | 2:1   | 2:0       | 1:0       |
| КМВ (Кисловодск)       | 0:4     | 0:2     | 2:1 | 1:2  | 1:0       | 1:0       |     | 1:0   | 0:2       | 2:0       |
| Идель (Уфа)            | 1:5     | 1:5     | 1:2 | 0:0  | 1:0       | 0:1       | 1:1 |       | 5:2       | 3:0       |
| Чертаново (Москва)     | 0:5     | 0:0     | 0:2 | 3:4  | 0:1       | 1:0       | 4:1 | 2:0   |           | 0:1       |
| Сибирячка (Красноярск) | 0:4     | 0:4     | 0:3 | 3:0  | 1:3       | 0:4       | 0:3 | 0:4   | 3:0       |           |

 Домашняя победа  •  Ничья •  Домашнее поражение
1. 1 2 3 4 5 6 7 8 9 10  Технический результат

## Статистика чемпионата

### Лучшие бомбардиры
| Место | Игрок            | Клуб              | Голы |
| ----- | ---------------- | ----------------- | ---- |
| 1     | Надежда Босикова | Энергия (Воронеж) | 21   |
| 2     | Елена Кононова   | ЦСК ВВС (Самара)  | 17   |
| 3     | Ольга Летюшова   | ВДВ (Рязань)      | 16   |

### Рекорды сезона
- Самая крупная победа хозяев (+8): 8:0 в матче «Энергия»—«Калужанка»
- Самая крупная победа гостей (+5): 0:5 в матче «Чертаново»—«Энергия»
- Наибольшее количество забитых мячей в одном матче (8): 8:0 в матче «Энергия»—«Калужанка»
- Наибольшее количество голов, забитых одной командой в матче (8): 8:0 в матче «Энергия»—«Калужанка»
- Самый популярный счёт (1:0): 17 раз (21,25% от сыгранных матчей)

## Символическая сборная
| Сезон | № | Вратари             | Защитники            | Защитники            | Защитники          | Защитники             | Полузащитники      | Полузащитники        | Полузащитники           | Полузащитники        | Нападающие         | Нападающие          |
| ----- | - | ------------------- | -------------------- | -------------------- | ------------------ | --------------------- | ------------------ | -------------------- | ----------------------- | -------------------- | ------------------ | ------------------- |
| 1997  | 1 | Петько (ЦСК ВВС)    | Дмитриенко (Энергия) | Дикарева (Сибирячка) | Буракова (Энергия) | Феколкина (Чертаново) | Кононова (ЦСК ВВС) | Светлицкая (ЦСК ВВС) | Денщик (Энергия)        | Григорьева (ЦСК ВВС) | Босикова (Энергия) | Барбашина (Энергия) |
| 1997  | 2 | Капитонова (ВДВ)    | Струкова (Энергия)   | Капкова (Чертанова)  | Баркова (ВДВ)      | Чеверда (Энергия)     | Комарова (ЦСК ВВС) | Кремлева (Идель)     | Н. Карасёва (Кубаночка) | Зинченко (ВДВ)       | Летюшова (ВДВ)     | Геворкян (ВДВ)      |
| 1997  | 3 | Свинухова (Энергия) | Е. Иванова (ВДВ)     | Головко (ЦСК ВВС)    | Исаева (Кубаночка) | Сергаева (Лада)       | Сазонова (ВДВ)     | Костраба (Энергия)   | Гелбахиани (Калужанка)  | Цуркан (Кубаночка)   | Матвеева (ЦСК ВВС) | Савина (ЦСК ВВС)    |

В результате опроса, проведенного еженедельником «Москвичка», лучшей футболисткой года признана Марина Буракова из воронежской «Энергии». На втором месте Ольга Летюшова («ВДВ»), на третьем — Наталья Барбашина («Энергия»). В опросе участвовали представители СМИ из 18 изданий и тренеры команд высшей лиги.